# Хю Хефнър
Хю Марстън Хефнър (на английски: Hugh Marston Hefner; 9 април 1926 г. – 27 септември 2017 г.) е американски издател, основател и главен творчески директор на „Playboy Enterprises“. „Playboy Enterprises“ е издателска група, основана през 1953 г., която управлява списанието „Плейбой“. Хефнър също е политически активист от Демократическата партия и филантроп.
Хефнър разширява марката на „Плейбой“ до световна мрежа от нощни клубове. Живее в луксозни имения, където споделя дивия си купонджийски живот с „плеймейтки“, разпалвайки медийния интерес. Той е поддръжник на „сексуалното освобождение“ и „свободата на изразяване“. Списанието му оказва силно влияние върху сексуалната революция през 1960-те години.

### Допълнително четиво
- Watts, Steven. Mr. Playboy: Hugh Hefner and the American Dream.   Hoboken: John Wiley & Sons, 2008. ISBN 0-471-69059-7.
- Miller, Russell. Bunny: The Real Story of Playboy.   London, Corgi, 1985. ISBN 0-03-063748-1.
- St. James, Izabella. Bunny Tales: Behind Closed Doors at the Playboy Mansion.   Philadelphia, Running Press, 2006. ISBN 0-762-42739-6.
- Vile, John R. и др. Encyclopedia of the First Amendment.   Washington, D.C, CQ Press, 2008. ISBN 978-0-87289-311-5. с. 564.